# Halles-sous-les-Côtes
Pour les articles homonymes, voir Halles et -sous-les-Côtes.
Halles-sous-les-Côtes est une commune française située dans le département de la Meuse, en région Grand Est.

## Géographie

### Localisation
Halles-sous-les-Côtes est située au nord du département de la Meuse, à 7 km au sud-ouest de Stenay, le chef-lieu de canton, et à proximité du département des Ardennes.
Le territoire de la commune est limitrophe de trois autres communes :
| Beauclair |                       |                        |
|           | Halles-sous-les-Côtes | Wiseppe                |
|           |                       | Montigny-devant-Sassey |

### Hydrographie
La commune est dans le bassin versant de la Meuse au sein du bassin Rhin-Meuse. Elle est drainée par la Wiseppe, le ruisseau de l'Étang de Halles-Sous-Les-Cotes, le ruisseau de Ripousau et le ruisseau de Tasson,.
La Wiseppe, d'une longueur de 22 km, prend sa source dans la commune de Tailly et se jette  dans la Meuse à Stenay, après avoir traversé neuf communes. 

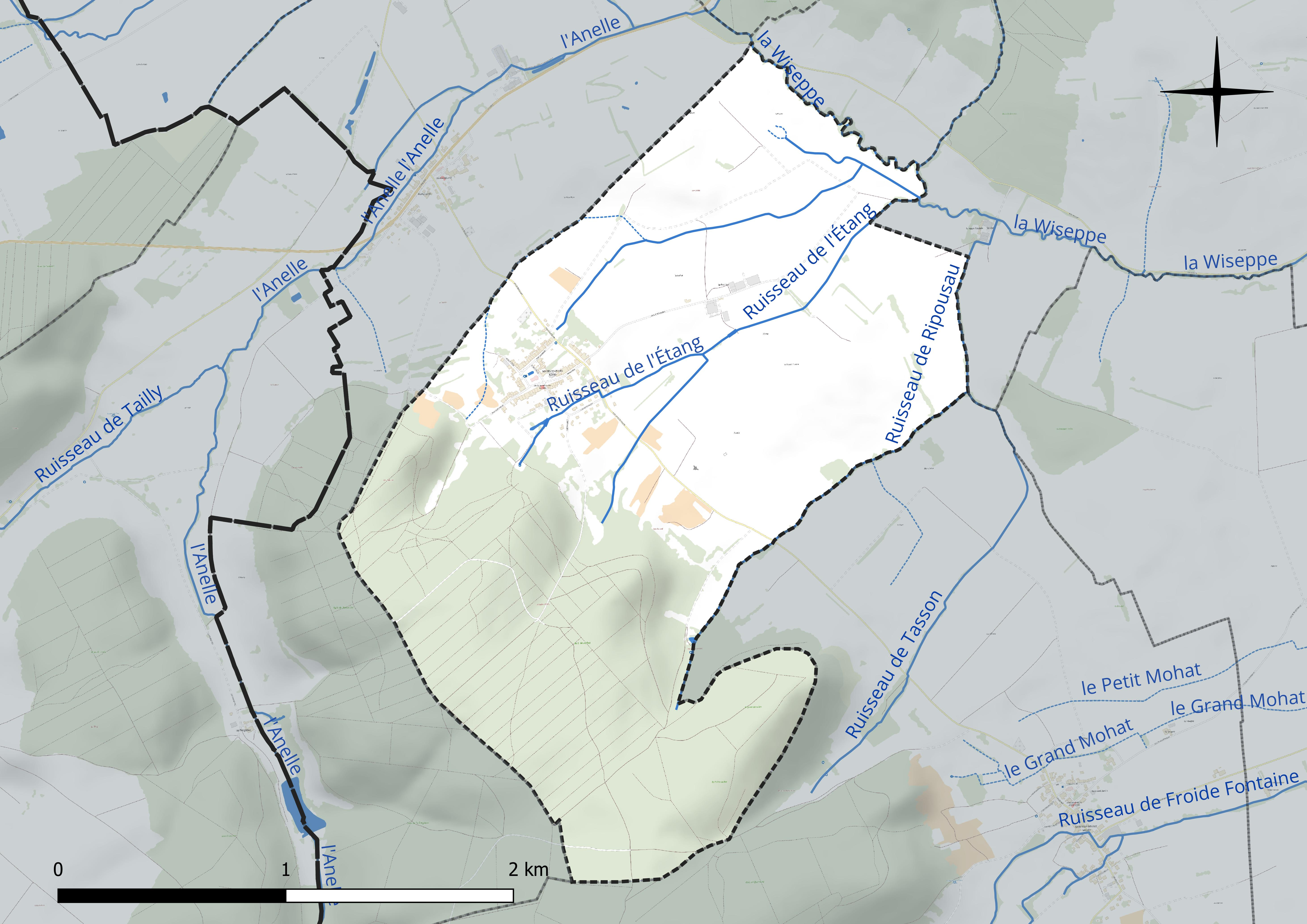
Réseau hydrographique de Halles-sous-les-Côtes.

### Climat
Pour des articles plus généraux, voir Climat du Grand Est et Climat de la Meuse.
En 2010, le climat de la commune est de type climat de montagne, selon une étude du Centre national de la recherche scientifique s'appuyant sur une série de données couvrant la période 1971-2000. En 2020, Météo-France publie une typologie des climats de la France métropolitaine dans laquelle la commune est exposée à un climat océanique altéré et est dans la région climatique  Lorraine, plateau de Langres, Morvan, caractérisée par un hiver rude (1,5 °C), des vents modérés et des brouillards fréquents en automne et hiver. 
Pour la période 1971-2000, la température annuelle moyenne est de 10,2 °C, avec une amplitude thermique annuelle de 16,1 °C. Le cumul annuel moyen de précipitations est de 959 mm, avec 13,9 jours de précipitations en janvier et 9,6 jours en juillet. Pour la période 1991-2020, la température moyenne annuelle observée sur la station météorologique de Météo-France la plus proche, « Mouzay », sur la commune de Mouzay à 7 km à vol d'oiseau, est de 10,6 °C et le cumul annuel moyen de précipitations est de 789,5 mm. 
La température maximale relevée sur cette station est de 40,4 °C, atteinte le 24 juillet 2019 ; la température minimale est de −15,3 °C, atteinte le 20 décembre 2009,,. 
Les paramètres climatiques de la commune ont été estimés pour le milieu du siècle (2041-2070) selon différents scénarios d'émission de gaz à effet de serre à partir des nouvelles projections climatiques de référence DRIAS-2020. Ils sont consultables sur un site dédié publié par Météo-France en novembre 2022.

## Urbanisme

### Typologie
Au 1er janvier 2024, Halles-sous-les-Côtes est catégorisée commune rurale à habitat dispersé, selon la nouvelle grille communale de densité à sept niveaux définie par l'Insee en 2022.
Elle est située hors unité urbaine et hors attraction des villes,.

### Occupation des sols
L'occupation des sols de la commune, telle qu'elle ressort de la base de données européenne d’occupation biophysique des sols Corine Land Cover (CLC), est marquée par l'importance des territoires agricoles (52,1 % en 2018), en diminution par rapport à 1990 (57 %). La répartition détaillée en 2018 est la suivante : 
forêts (43 %), prairies (37,3 %), terres arables (14,8 %), zones urbanisées (4,8 %). L'évolution de l’occupation des sols de la commune et de ses infrastructures peut être observée sur les différentes représentations cartographiques du territoire : la carte de Cassini (XVIIIe siècle), la carte d'état-major (1820-1866) et les cartes ou photos aériennes de l'IGN pour la période actuelle (1950 à aujourd'hui).

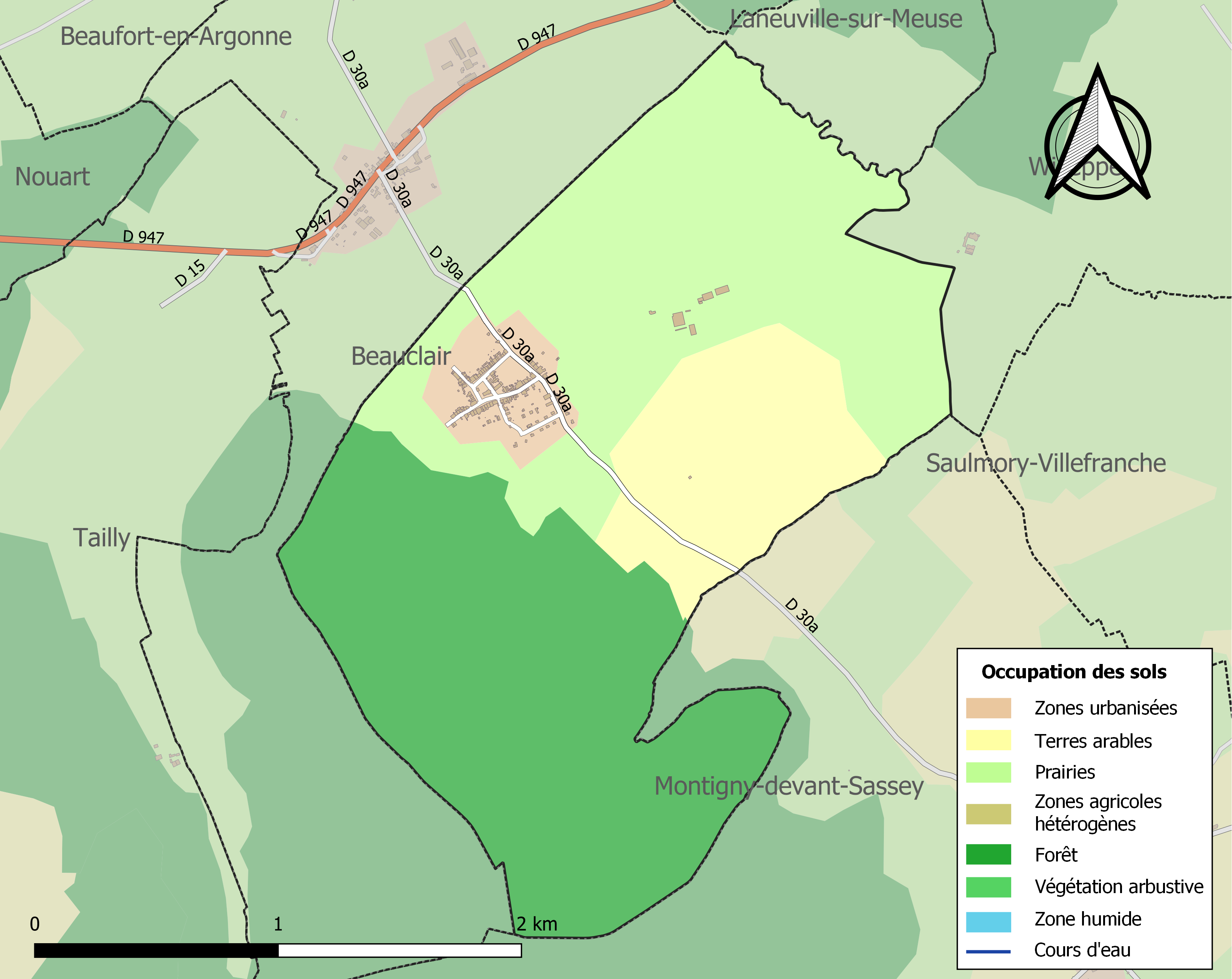
Carte des infrastructures et de l'occupation des sols de la commune en 2018 (CLC).

## Toponymie
Les premières mentions connue du village sont Hallesii et Halethum en 1139.
D'autres mentions sont à signaler, :
- Halles en 1243,
- Haale en 1700,
- Halle sur la carte de Cassini (XVIIIe siècle),
- Alles en 1787,
- Halles en 1793, 1801 et 1872,
- Halles-sous-les-Côtes en 1922 , par décret du 24.02.1922, ( J.O., 1922,  3, 2622 ),

Halles se trouve au pied du flanc des Côtes de Meuse.

## Politique et administration

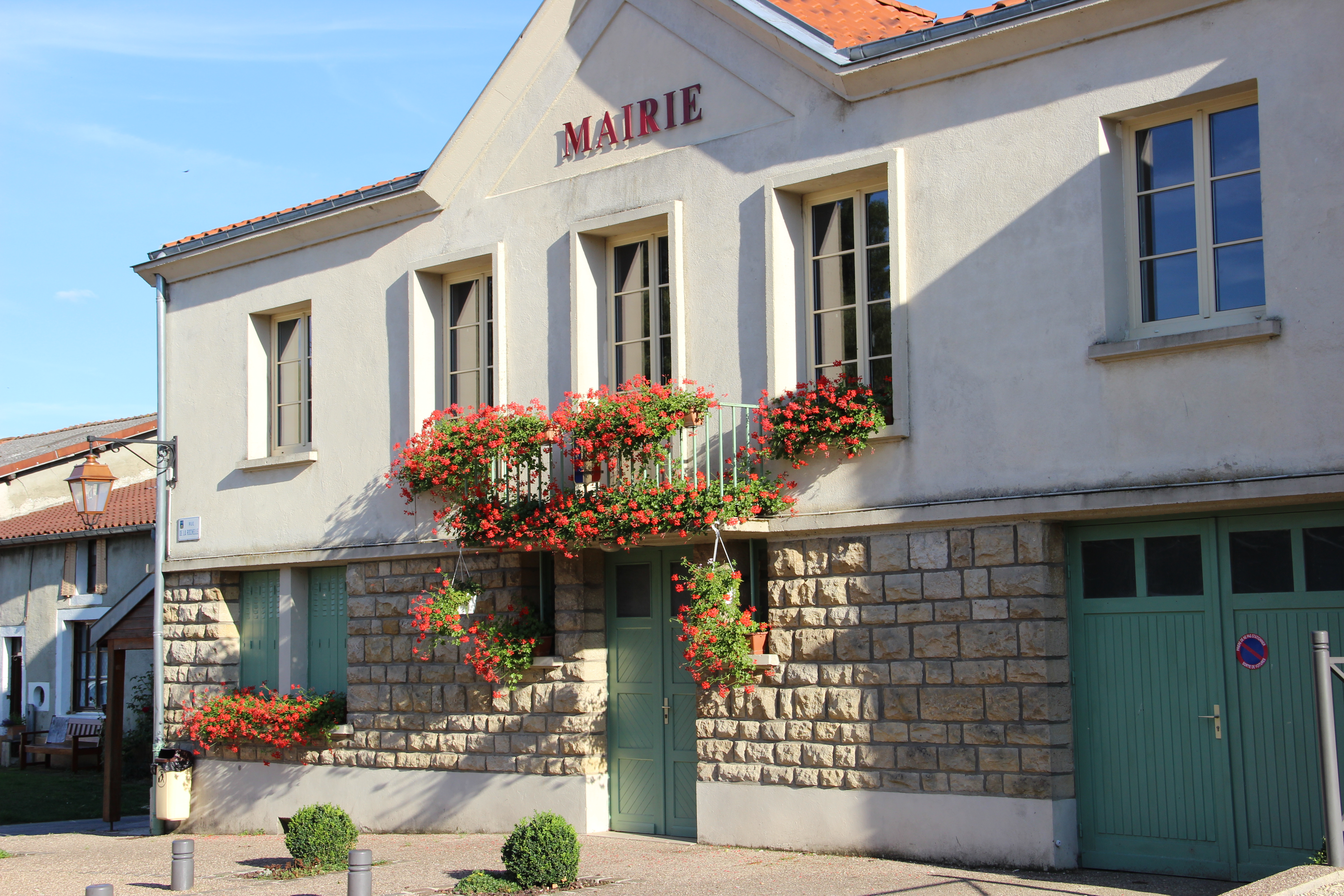
La mairie.

| Période                                  | Période   | Identité                                      | Étiquette | Qualité      |
| ---------------------------------------- | --------- | --------------------------------------------- | --------- | ------------ |
| Les données manquantes sont à compléter. |           |                                               |           |              |
| mars 2001                                | mars 2014 | Jean Herreye                                  |           |              |
| mars 2014                                | En cours  | Martin Quiring Réélu pour le mandat 2020-2026 |           | Ancien cadre |

## Population et société

### Démographie

#### Évolution démographique
L'évolution du nombre d'habitants est connue à travers les recensements de la population effectués dans la commune depuis 1793. Pour les communes de moins de 10 000 habitants, une enquête de recensement portant sur toute la population est réalisée tous les cinq ans, les populations de référence des années intermédiaires étant quant à elles estimées par interpolation ou extrapolation. Pour la commune, le premier recensement exhaustif entrant dans le cadre du nouveau dispositif a été réalisé en 2007.

En 2022, la commune comptait 138 habitants, en évolution de −10,97 % par rapport à 2016 (Meuse : −4,4 %, France hors Mayotte : +2,11 %).
| 1793 | 1800 | 1806 | 1821 | 1831 | 1836 | 1841 | 1846 | 1851 |
| ---- | ---- | ---- | ---- | ---- | ---- | ---- | ---- | ---- |
| 471  | 494  | 530  | 586  | 716  | 705  | 672  | 670  | 654  |

| 1856 | 1861 | 1866 | 1872 | 1876 | 1881 | 1886 | 1891 | 1896 |
| ---- | ---- | ---- | ---- | ---- | ---- | ---- | ---- | ---- |
| 599  | 563  | 526  | 506  | 494  | 439  | 423  | 405  | 365  |

| 1901 | 1906 | 1911 | 1921 | 1926 | 1931 | 1936 | 1946 | 1954 |
| ---- | ---- | ---- | ---- | ---- | ---- | ---- | ---- | ---- |
| 347  | 298  | 302  | 210  | 231  | 175  | 154  | 200  | 204  |

| 1962 | 1968 | 1975 | 1982 | 1990 | 1999 | 2006 | 2007 | 2012 |
| ---- | ---- | ---- | ---- | ---- | ---- | ---- | ---- | ---- |
| 206  | 164  | 165  | 144  | 136  | 122  | 151  | 155  | 156  |

| 2017 | 2022 | - | - | - | - | - | - | - |
| ---- | ---- | - | - | - | - | - | - | - |
| 151  | 138  | - | - | - | - | - | - | - |

#### Pyramide des âges
La population de la commune est relativement âgée.
En 2018, le taux de personnes d'un âge inférieur à 30 ans s'élève à 27,1 %, soit en dessous de la moyenne départementale (32,4 %). À l'inverse, le taux de personnes d'âge supérieur à 60 ans est de 31,2 % la même année, alors qu'il est de 29,6 % au niveau départemental.
En 2018, la commune comptait 74 hommes pour 73 femmes, soit un taux de 50,34 % d'hommes, légèrement supérieur au taux départemental (49,51 %).
Les pyramides des âges de la commune et du département s'établissent comme suit.
| Hommes | Classe d’âge | Femmes |
| ------ | ------------ | ------ |
| 0,0    | 90 ou +      | 1,3    |
| 5,3    | 75-89 ans    | 16,0   |
| 18,4   | 60-74 ans    | 21,3   |
| 21,1   | 45-59 ans    | 17,3   |
| 22,4   | 30-44 ans    | 22,7   |
| 10,5   | 15-29 ans    | 2,7    |
| 22,4   | 0-14 ans     | 18,7   |

| Hommes | Classe d’âge | Femmes |
| ------ | ------------ | ------ |
| 0,8    | 90 ou +      | 2,2    |
| 7,6    | 75-89 ans    | 11     |
| 20,2   | 60-74 ans    | 20,5   |
| 20,6   | 45-59 ans    | 20     |
| 17,4   | 30-44 ans    | 16,8   |
| 16,7   | 15-29 ans    | 13,6   |
| 16,8   | 0-14 ans     | 15,8   |

## Culture locale et patrimoine

### Lieux et monuments

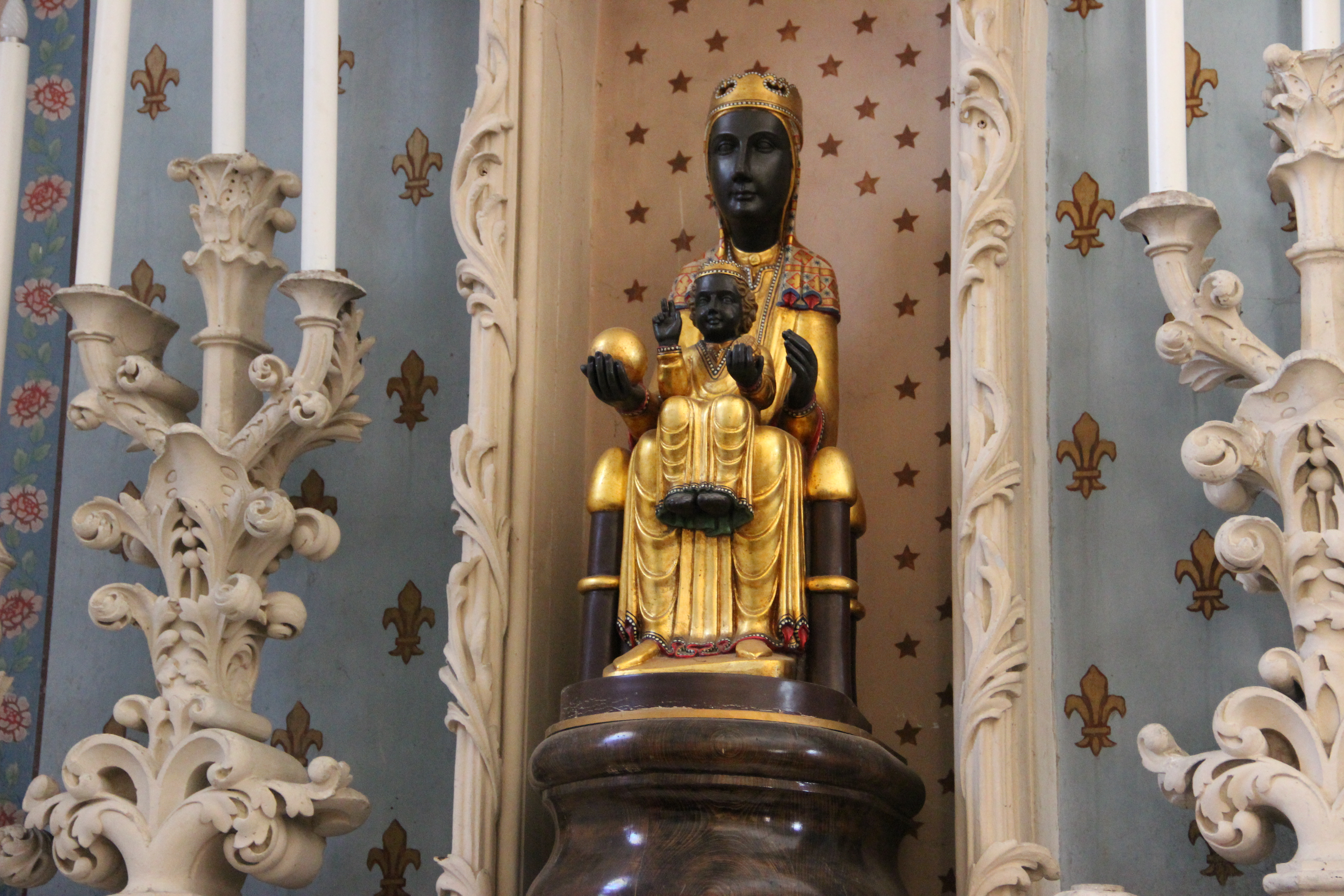
Vierge noire de Montserrat.

Église Saint-Barthélemy qui renferme une statue de la Vierge noire de Montserrat. Lieu de pèlerinage avec sa source « miraculeuse ».

## Héraldique
| Blason de Halles-sous-les-Côtes | Blason  | D'azur à la halle à colonnes du lavoir-fontaine-égayoir du village d'or, maçonnée de sable, en pointe, sommée à senestre des contours, en filet d'argent, de la façade stylisée de l'église Saint-Barthélemy du village, mouvant du flanc senestre et aux inscriptions d'argent "HALLES et "SOUS-LES-COTES", en chef, l'une au-dessus de l'autre, la seconde en lettres plus petites, les deux brochant sur la façade de l'église. |
| Blason de Halles-sous-les-Côtes | Détails | Blason inséré dans" le Patrimoine des communes de la Meuse" – Flohic, édition -1999 et utilisé en octobre 2021, M. Martin QUIRING étant maire. |